# Rougsø kommun
Rougsø kommun var en kommun i Århus amt i Danmark. Den ingår sedan 2007 i Norddjurs kommun.